# Casaque arc-en-ciel
Pour plus de détails, voir Fiche technique et Distribution.
Casaque arc-en-ciel (The Rainbow Jacket) est un film britannique réalisé par Basil Dearden, sorti en 1954.

## Synopsis
Sam ne peut plus être jockey car il a truqué une course. Arès avoir rencontré le jeune Georgie, il convainc Barbara, sa mère, de le laisser entraîner le gamin. Lord Logan offre un travail au jeune garçon aux écuries de Newmarket. Les succès en course de Georgie font que Sam et Barbara se rapprochent. Bien qu'ayant droit à une licence temporaire de jockey licence, Sam se sacrifie pour Georgie et vit avec Barbara.

## Fiche technique
- Titre original : The Rainbow Jacket
- Titre français : Casaque arc-en-ciel
- Réalisation : Basil Dearden
- Scénario : T. E. B. Clarke
- Direction artistique : Thomas N. Morahan
- Costumes : Anthony Mendleson
- Photographie : Otto Heller
- Son : Arthur Bradburn
- Montage : Jack Harris
- Musique : William Alwyn
- Production : Michael Relph, Michael Balcon
- Société de production : Ealing Studios, Michael Balcon Productions
- Société de distribution : General Film Distributors
- Pays d'origine :  Royaume-Uni
- Langue originale : anglais
- Format : couleur (Technicolor) — 35 mm — 1,37:1 — son mono
- Genre : drame
- Durée : 99 minutes
- Dates de sortie : 
  - Royaume-Uni : 27 mai 1954
  - France : 29 juillet 1955

## Distribution
- Robert Morley : Lord Logan
- Kay Walsh : Barbara
- Edward Underdown : Tyler
- Fella Edmonds : Georgie Crain
- Bill Owen : Sam
- Charles Victor : Voss
- Honor Blackman : Monica
- Wilfrid Hyde-White : Lord Stoneleigh
- Ronald Ward : Bernie Rudd
- Howard Marion-Crawford : Travers

## Distinctions

### Nominations
- Festival de Saint-Sébastien 1954 : sélection officielle en compétition